# Marco Benedetti
Marco Benedetti (Alessandria, 11 maggio 1984) è un doppiatore italiano.

## Doppiaggio

### Cinema
- Freddie Highmore in Il viaggio (2016)
- Jimmie Breger in Jimmie
- Harris Dickinson in Matthias & Maxime
- Jean-Luc Bilodeau in Piranha 3DD
- Carl Ng in Il colore della verità
- Josh Andrés Rivera in Hunger Games - La ballata dell'usignolo e del serpente
- Greg Lyczkowski in Leeches!
- Kyle Lupo in The Frightening
- John Magaro in Sylvie's Love
- Adam Pally in Shimmer Lake
- Andrew Lee Potts in Il ritorno nella casa sulla collina[1]
- Richard Ryan in Smiley[2]
- Dean Armstrong in Wrong Turn 4 - La montagna dei folli
- Mathias Renou in Qualcosa nell'aria[3]
- Diego Le Fur in Jeanne du Barry - La favorita del re[4]
- François Civil in Ritorno in Borgogna
- Radouan Leflahi in Petites - La vita che vorrei... per te
- Ali Marhyar in Elles
- Tom Ssekabira in Vado a scuola: il grande giorno
- Shashank Arora in Naman il bramino

### Televisione
- Tanner Stine in I Thunderman, I Thunderman - Il ritorno
- Mateus Ward in Murder in the First
- Justin Prentice in Tredici
- Bayo Gbadamosi in The Great
- Carlos Knight in Super Ninja
- Burkely Duffield in Anubis
- Joe Hurst in Wanderlust
- Luben Kynew in Undercover
- Baz Trobatori in Groove High
- José Areco in Cata e i misteri della sfera
- Leon Wessel-Masannek in La tribù del pallone (2^ voce)
- Cameron Bright in Ultime ore della Terra
- Burkely Duffield in I Murphy
- Osric Chau in Halo 4: Forward Unto Dawn[5]
- Personaggi vari in Monarch Cove, Dentro la TV

### Reality show
- Personaggi vari in Miracoli degli animali, Hot rod, Disney Channel Games, L.A. Ink, Lavori sporchi
- Tommy in MasterChef Australia (stag.13)
- Mark in Chasing Nature
- James in Brat camp

### Film d'animazione
- Jack Wallside in Inazuma Eleven - Il film - L'attacco della squadra più forte - Gli Ogre[6]
- Chiaki Mamiya in La ragazza che saltava nel tempo[7]
- Principe Carlos in Barbie Mariposa e la principessa delle fate
- Flash Sentry in My Little Pony - Equestria Girls e My Little Pony - Equestria Girls - Rainbow Rocks
- Takahiro Sanada in Detective Conan - L'undicesimo attaccante
- Mashirao Ojiro e Mr. Compress in My Hero Academia: Heroes Rising
- Gabiru in That Time I Got Reincarnated as a Slime The Movie: Scarlet Bond

### Serie animate
- Mike e altri personaggi in Code Monkeys
- Spar e Moonie in Trollz
- Tito e Richie in Turbo Fast
- Butch in Max Steel
- Max e Odd in Iron Kid
- Biggs in Le avventure di Chuck & Friends
- Morinaga in Dream Team
- Forest in Le Lalaloopsy
- Albert in Zatch Bell!
- Katzool in Hunter × Hunter
- Waterbeetle in Ape Magà
- Yoshida in Dr. Slump
- Ryker in Yu-Gi-Oh! GX
- Reo in Fullmetal Alchemist
- Kyosuke in Il principe del tennis
- Fubuki in Hyo
- Alan in Miniserie Pokémon Megaevoluzione, Pokémon XY, Esplorazioni Pokémon
- S.Ten. Heymans Breda e Serg. Kain Fury in Fullmetal Alchemist[8]
- Christopher in Devil May Cry
- Yahiro Saiga in Special A
- Wanli Changcheng in Inazuma Eleven GO
- Mystras Leoxses in Magi: Adventure of Sinbad
- Ryoto Akagi in Kuromukuro
- Mashirao Ojiro/Tailman e Tensei Iida / Ingenium in My Hero Academia
- Tensei Iida / Ingenium in Vigilante: My Hero Academia Illegals
- Makoto Edamura in Great Pretender[9]
- Critter in Sword Art Online
- David in Sword Art Online Alternative: Gun Gale Online
- Masaru Kusakabe in BNA: Brand New Animal
- Coyote Starrk in Bleach
- Hidetomo Kajomaru in Bleach: Thousand-Year Blood War
- Cellula Dendritica in Cells at Work! - Lavori in corpo
- Nagai in Assassination Classroom
- Chang Blarode in Tower of God
- Murata in Demon Slayer - Kimetsu no yaiba
- Taiju Oki in Dr. Stone[10]
- Frion in Tenken - Reincarnato in una spada
- Yusaku Hino negli OAV 1-2 di Orange Road
- Fren in Ranking of Kings: Treasure Chest of Courage
- Tsuyuo in Lamù e i casinisti planetari - Urusei Yatsura
- Gabil in That Time I Got Reincarnated as a Slime
- Shiu Kong in Jujutsu kaisen
- Lu Hongbin in Link Click
- Takeru Sengoku in Horimiya: The Missing Pieces
- Personaggi vari in One Piece, Pokémon, Yukikaze, Inferno e Paradiso

### Videogiochi
- Liam in Petz: Horse Club (2008)[11]
- Preston Marlowe in Battlefield: Bad Company 2 (2010)[12]
- José "Guts" Gutierrez in Ace Combat: Assault Horizon (2011)[13]
- Knut in Arcania: Gothic 4 (2011)[14]
- Steve Campo in Battlefield 3 (2011)[15]
- Colin Price in Dead Space 2 (2011)[16]
- Protagonista (Pilota) in Need for Speed: Rivals (2013)
- Umano (maschio) in Destiny (2014), Destiny 2 (2017)
- Valerio Jimenez in The Evil Within (2014)
- Marcus "Boomer" Bone in Battlefield Hardline (2015)[17]
- Nick Marsters in Quantum Break (2016)[18]
- Nomad in Mirror's Edge Catalyst (2016)[19]
- Alan Douglas in Resident Evil 7: Biohazard (2017)
- Ramirez in Need for Speed: Payback (2017)[20]
- Capitan Boomerang, Kent Clarkson, Kid Flash e Ultraman in LEGO DC Super-Villains (2018)[21]
- Capitano Le Shawn in Days Gone (2019)[22]
- Jordan in The Last of Us Parte II (2020)[23]
- Maximilian in Orcs Must Die! 3 (2020)
- Sojasil in Cyberpunk 2077 (2020)[24]
- Oija e Ivaldi in Assassin's Creed: Valhalla (2020)[25]
- Jabari Salah in Call of Duty: Black Ops - Cold War (2020)[26]
- Anton in Resident Evil Village (2021)[27]
- Uomo dietro al vetro in Deathloop (2021)[28]
- Devon Butler in F1 2021 (2021)[29] F1 23 (2023)[30]
- Jason Kolchek in The Dark Pictures: House of Ashes (2021)[31]
- Isko Rabe in Hogwarts Legacy (2023)[32]
- Avatar maschile in Wild Hearts (2023)[33]
- Viktor Petrov in Atomic Heart (2023)[34]
- Adder in Advance Wars 1+2: Re-Boot Camp (2023)[35]
- Biast in Final Fantasy XVI (2023)[36]
- Altre voci in Mafia II, Prototype 2, Crysis 2, Halo 4, Watch Dogs 2, Call of Duty: Modern Warfare (2019), Watch Dogs: Legion, Resident Evil Village